# Corancez
Corancez is een gemeente in het Franse departement Eure-et-Loir (regio Centre-Val de Loire) en telt 458 inwoners (1999). De plaats maakt deel uit van het arrondissement Chartres.

## Geografie
De oppervlakte van Corancez bedraagt 6,8 km², de bevolkingsdichtheid is 67,4 inwoners per km².
De onderstaande kaart toont de ligging van Corancez met de belangrijkste infrastructuur en aangrenzende gemeenten.

## Demografie
Onderstaande figuur toont het verloop van het inwonertal (bron: INSEE-tellingen).